# Аукцион
Аукцио́н — публичная продажа товаров, ценных бумаг, имущества предприятий, произведений искусства, и других объектов, которая производится по заранее установленным правилам аукциона. Общим для всех аукционов принципом является принцип состязательности между потенциальными покупателями. В процессе состязания между покупателями за право приобрести товар выявляется победитель аукциона. Победителем аукциона признаётся лицо, выигравшее аукцион в соответствии с его правилами. В этом случае объект приобретается победителем аукциона.

## Этимология
Словарь Ушакова указывает на латинское происхождение слова от лат. auctio — умножение. Современный толковый словарь (изд."Большая советская энциклопедия") ссылается также на лат. auctio, но переводит его как «продажа с публичного торга». Встречаются ссылки на лат. augēre (увеличивать) и на лат. auctionis (возрастание).

## Аукционные товары
В форме аукциона осуществляется торговля товарами, которые обладают индивидуальными особенностями и свойствами. Это исключает возможность замены им партий одинаковых по названию товаров, так как они могут иметь различные свойства: внешний вид, качество, вкус и так далее.
Основные товары, которые предлагаются и покупаются на международных аукционах:
пушно-меховые товары (в сырье и переработанные),
немытая шерсть,
чай,
табак,
цветковые растения, выращенные для срезки
овощи,
фрукты,
тропические породы леса,
лошади,
рыба,
подержанные автомобили,
антиквариат,
подержанные и новые мобильные устройства,
другие потребительские и сырьевые товары.
На аукционах продаются также товары, обладающие уникальными свойствами: произведения искусства, исторические раритеты, коллекционные объекты, антиквариат.
На аукционах могут продаваться также различные финансовые активы: акции, облигации и др.
В переходный период в российской экономике наибольшее распространение получили аукционы по продаже предприятий в процессе приватизации, специализированные аукционы по продаже акций приватизированных предприятий, преобразованных в акционерные общества, и по продаже имущества предприятий-банкротов для осуществления расчётов с кредиторами.

## Центры аукционной торговли
Роль аукционов в международной торговле некоторыми товарами велика. Например, через международные аукционы в США и Канаде реализуется свыше 76 % продаваемой этими странами пушнины, в Дании — 90 %, в Швеции и Норвегии — примерно 95 %. В бывшем СССР около 80 % всех пушно-меховых товаров продавалось через Ленинградский аукцион.
Через международные аукционы реализуется около 70 % чая, продаваемого на мировом рынке, 90-95 % немытой шерсти, экспортируемой Австралией и Новой Зеландией.
Исторически сложилось так, что для каждого аукционного товара имеются свои центры аукционной торговли.
По пушнине и меховому сырью главными центрами торговли являются: Санкт-Петербург, Нью-Йорк, Монреаль, Лондон, Лейпциг, Копенгаген, Осло, Стокгольм и некоторые другие. Всего в мире проводится свыше 150 международных пушно-меховых аукционов.
Важнейшими центрами, где осуществляется торговля немытой шерстью, являются Лондон, Ливерпуль, Сидней, Мельбурн, Кейптаун, Веллингтон (Новая Зеландия).
Торговля цветами сосредоточена в Нидерландах, где постоянно действует в нескольких городах система цветочных аукционов.
Для аукционной торговли чаем характерно приближение аукционов к местам производства этого товара. В Калькутте и Кочине продается около 70 % экспортируемого Индией чая. В Коломбо Шри-Ланка продает также 70 % вывозимого чая. Африканские страны (Кения, Танзания, Уганда и др.) подавляющую часть экспортируемого чая реализуют через аукционы в Найроби и Малави. Мировую известность приобрел чайный аукцион в Сингапуре, где принимают участие фирмы из Японии, Австралии, КНР, ДНА. Чай, произведенный в Индонезии, а также в Индии, Шри-Ланке, реализуется через аукционы в Лондоне, Гамбурге, Антверпене.
Важнейшими центрами торговли табаком являются Нью-Йорк, Амстердам, Бремен, Лусака (Замбия); цветами — Амстердам, Алсмер; овощами и фруктами — Антверпен и Амстердам; лошадьми — Довиль (Франция), Лондон, Успенское (под Москвой).
Важнейшими центрами торговли предметами искусства являются Нью-Йорк, Лондон и Гонконг. В случае Лондона это объясняется тем, что там находятся крупнейшие аукционные дома Кристис и Сотбис.

## Организация аукционной торговли
Организаторами товарных аукционов могут быть отдельные крупные торговые компании, союзы или ассоциации продавцов или специальные аукционные брокерские фирмы.
Выступающие в качестве организаторов аукциона специализированные крупные фирмы, представляющие собой торговые монополии, предлагают на аукционах приобретенный, как правило, за свой счет товар. Наряду с этим они принимают для реализации на комиссионных началах продукцию, принадлежащую фирмам-производителям, ассоциациям или кооперативам фермеров.
Примером такой компании является специализированная пушно-меховая английская фирма «Гудзон бей», превратившаяся фактически в международную монополию, имеющую свои филиалы в Нью-Йорке, Монреале, Лондоне. Другой крупной специализированной компанией по продаже пушнины является американская фирма «Нью-Йорк окш Ко, инк», которая организует аукционы по продаже норки в Нью-Йорке. Кроме того, она имеет филиалы в Монреале и Миннесоте, где также проводятся аукционы норки.
Союзы (ассоциации) производителей, фермеров, выступающие в качестве организаторов аукционов, часто создают для этого аукционные фирмы. Это наиболее распространено при торговле пушниной в Скандинавских странах (Норвегии, Финляндии) и Дании. Такого рода аукционы проводятся, например, в Копенгагене.
Специализированные аукционные брокерско-комиссионные фирмы играют ведущую роль в торговле чаем, шерстью, табаком, пушно-меховыми изделиями и другими товарами. Обычно они организуют аукционы и продают на них товары по поручению своих клиентов за комиссионное вознаграждение. Например, аукционная торговля немытой шерстью в Австралии и Новой Зеландии более чем на 90 % осуществляется брокерскими фирмами. Сделки на этих аукционах осуществляются через брокеров продавца и брокеров покупателя. Все брокеры, осуществляющие аукционную торговлю шерстью в Австралии и Новой Зеландии, объединены в ассоциации брокеров продавца и брокеров покупателя.
Аукционная торговля чаем как в чаепроизводящих странах, так и в Лондоне сосредоточена в основном в руках английских брокерских фирм или их филиалов и дочерних компаний. Иногда они сами скупают товар и выступают на аукционах собственниками товара, но чаще продают чай на комиссионных началах, (фермеры — производители чая — к участию в аукционах не допускаются).

## Виды аукционной торговли
С точки зрения способа установления цены различают два типа аукционов:
1. Аукцион с повышением цены (английский аукцион), победителем которого признаётся лицо, предложившее наивысшую цену.
2. Аукцион с понижением цены (голландский аукцион), победителем которого признаётся лицо, первым согласившееся уплатить предлагаемую на аукционе цену[4].

Организация и характер проведения международных аукционов имеют свои особенности, которые определяются характером товара, хотя в их организации есть много общего. Различают четыре стадии проведения аукционов:
1. подготовка,
2. осмотр товаров,
3. аукционный торг,
4. оформление и исполнение аукционной сделки.

В период подготовки аукциона, который иногда длится несколько месяцев, владелец товара доставляет его на склад организатора аукциона. В течение подготовительного периода составляются каталоги, осуществляется рекламная деятельность, крупные партии товара разбиваются на так называемые лоты. В лот подбирается товар, одинаковый по качеству. Каждому лоту присваивается номер, под которым он заносится в каталог данного аукциона с указанием характеристик лота. Несколько лотов, обладающих одинаковыми качественными показателями, образуют так называемые стринги. Из каждого лота или стринга отбирается характерный образец и выставляется в специальном зале для осмотра.
Во время осмотра товара потенциальные покупатели имеют возможность ознакомиться с выставленными для продажи лотами и стрингами. На аукционах пищевкусовых товаров для покупателей устраиваются дегустации. Осмотр является важным этапом проведения аукционных торгов, так как в случае приобретения товара претензии к его качеству (за исключением скрытых дефектов, которые невозможно обнаружить при осмотре товара) впоследствии не принимаются. Иногда покупатели во время осмотра могут приобрести образцы товара для дополнительной проверки их качества.
Главной стадией аукциона является торг, который проводит аукционист совместно с ассистентами. Он начинается в заранее назначенный день и час в специально оборудованном помещении. Существуют способы повышения цены — гласный и негласный.
При гласном способе аукционист объявляет номер лота, выставляемого на продажу, называет начальную цену и спрашивает: «Кто больше?» Покупатель, желающий приобрести лот по более высокой цене, называет новую цену, которая выше предыдущей на величину не ниже минимальной надбавки, указанной в правилах проведения торгов. Аукционист называет номер покупателя, под которым он зарегистрирован на аукционе, новую цену лота и снова задаст вопрос: "Кто больше?' Если после троекратного повторения вопроса не следует нового предложения, аукционист ударяет молотком, подтверждая продажу лота покупателю, который последним назвал наивысшую цену.
При негласном способе покупатели подают аукционисту условный знак (например, путём поднятия таблички с его номером) о согласии поднять цену. Надбавка к цене стандартна и оговорена в правилах торгов. Аукционист каждый раз объявляет новую цену, не называя покупателя.
Темп аукционных торгов очень высок и требует от покупателей и аукциониста максимального внимания и быстрой реакции. В некоторых странах на аукционах используется способ понижения цены. Этот способ получил название «голландский аукцион» (Dutch auction), так как широко применяется в этой стране. Суть его состоит в том, что вначале аукционист назначает максимальную цену, которая загорается на циферблате, установленном в аукционном помещении. Если никто из покупателей не выражает желания приобрести лот по этой цене, то аукционист начинает снижать цену. Покупателем товара становится тот, кто первым нажмёт находящуюся перед ним кнопку, которая останавливает изменение цены на циферблате. После этого на циферблате загорается номер, под которым данный покупатель зарегистрирован у организаторов аукциона. Он и считается покупателем данного лота. Такой способ проведения аукциона значительно ускоряет темп аукционного торга и даёт возможность продавать до 600 лотов в час.

## Виды аукционов
- по виду инициативы: принудительные (реализация конфискованного по тем или иным правовым основаниям имущества) и добровольные аукционы (проводятся по инициативе самого продавца ).
- по составу участников: открытые (могут принимать участие все желающие) и закрытые (принимают участие только специально приглашенные организатором аукциона лица).

## Типы аукционов
- Открытый аукцион — аукцион, во время прохождения которого участники видят ставки всех своих оппонентов. Классический пример — английский открытый аукцион.
- Закрытый аукцион — аукцион, во время прохождения которого участники не видят ставки своих оппонентов и не могут изменять свои ставки. Заявки подаются в закрытом виде (в конвертах) — каждый участник напрямую, не разглашая публично, сообщает аукционисту размер своей ставки. Примером могут служить приватизационные аукционы в России.
- Аукцион первой цены — закрытый аукцион, при котором победителем является участник с самой высокой ценой и именно эта цена подлежит уплате. Обычно закрытые аукционы являются аукционами первой цены.
- Аукцион второй цены — закрытый аукцион, при котором победителем является участник с самой высокой ценой, но уплатить он должен «вторую цену», то есть цену своего ближайшего конкурента. Сегодня широко не применяется.
- Двойной аукцион — обобщенная форма аукциона, обозначающая ситуацию, когда в нём участвует более одного продавца и более одного покупателя, одновременно сообщающих свои ставки аукционисту, который затем определяет равновесную цену, по которой совершаются сделки между продавцами и покупателями, ставки которых были не хуже этой цены.
- Английский аукцион — самый распространенный вид аукциона, который предусматривает, что покупатели предлагают за товар пошагово возрастающую цену, пока не останется один аукционер — победитель. Также его называют «аукцион на повышение».
- Голландский аукцион — аукцион, на котором торг начинается с очень высокой цены и ведется с её понижением, пока не найдется покупатель, согласный купить по объявленной цене.[7] Обычно эта разновидность обратного оптового аукциона применяется при необходимости продажи нескольких единиц товара по цене покупателя. Голландский аукцион чаще всего используется для продажи ценных бумаг, цветов и товаров, бывших в употреблении, продажах объектов незавершенного строительства, выдаче лицензий.

## Отраслевые аукционы
- Автоаукцион — аукцион, в котором продаются подержанные и новые автомобили.
- Аукцион радиоволн — аукционная продажа, предоставляющая право коммерческого пользования радиоволнами (УКВ диапазона).
- Аукцион грузовладельцев — интернет-аукцион на понижение цены, где грузовладельцы размещают груз, а перевозчики торгуются за право осуществления перевозки.
- Валютный аукцион — аукцион, в котором продаются валютные средства (часто — расположенные на счетах проводящего аукцион предприятия)[8].
- Вексельный аукцион — аукцион, в котором продаются казначейские векселя.
- Депозитный аукцион — онлайн аукцион, в котором коммерческие банки торгуются за лоты (депозиты юридических лиц) путём повышения предлагаемой процентной ставки.
- Залоговый аукцион — аукцион, который применяется в случаях, когда продажа происходит принудительно, в основном — при продаже имущества, являющегося залогом выдающегося кредита[9].
- Золотой аукцион — аукцион, предназначенный специально для продажи золота.

- Лесной аукцион — в РФ — форма публичной продажи права краткосрочного пользования участком лесного фонда. Лесной аукцион является способом выявления лесопользователей.
- Пушной аукцион — форма публичной продажи не выделанной («сырой») пушнины.
- Немецкие винные аукционы — ежегодные аукционы по продаже рейнского вина в Германии.
- Аукцион недвижимости — аукцион, на котором реализуется коммерческая и жилая недвижимость.
- Туристический аукцион — аукцион, ориентированный на продажу туристических путевок и сопутствующих услуг.
- Аукцион фрилансеров — обратный (голландский) аукцион, ориентированный на фрилансеров, которые понижают начальную цену за задание/работу выставленную заказчиком.

## Аукционная терминология
- Аукционист — человек, ведущий аукцион.
- Аукционатор — сторона, передающая продукт аукционисту по договору для его последующей реализации на аукционе.
- Аукционный дом — организация, организующая и проводящая аукционы.
- Лицитатор — ведущий аукциона, знающий порядок и владеющий техникой проведения торгов, следит за предложениями цены и определяет победителя аукциона.
- Лот — основная единица торга на аукционе. Лот состоит из одного или нескольких однородных по качеству предметов, вещей, наборов. Каждому лоту присваивается порядковый номер и устанавливается своя аукционная цена в ходе торга.
- Начальная (стартовая) цена — цена лота, с которой начнутся аукционные торги между Участниками аукциона.
- Блиц цена — цена, при достижении которой аукцион завершается досрочно.
- Резервная цена — наименьшая сумма, по которой продавец готов продать выставленный на продажу лот.
- Торг — процесс достижения цены продажи (хаммер прайс) за лот.
- Шаг аукциона — минимальный установленный интервал, на который Участник может увеличить ставку.
- Эстимейт — приблизительная оценка стоимости лота экспертами аукционного дома, условный ценовой ориентир.
- Хаммер-прайс — цена, достигнутая в результате торгов.